# Église Saint-Pierre de Leipzig
L'église Saint-Pierre de Leipzig est une église luthérienne située dans la ville de Leipzig en Allemagne.
C'est la plus haute église de la ville .

## Historique
La construction a commencé en 1882 et s'est terminée en 1886 suivant les plans des architectes August Hartel et Constantin Lipsius.
L'église est de style néo-gothique comme beaucoup d'autres églises construites au XIXe siècle

## Dimensions
Les dimensions de l'édifice sont les suivantes : 
- Hauteur sous voûte ; 25 m [2]
- Hauteur de la tour ; 88 m [3]